# Victor von Röder
Victor von Röder (* 13. Juli 1841 in Harzgerode; † 26. Dezember 1910 in Hoym) war Gutsbesitzer, Ökonom und Entomologe im Herzogtum Anhalt.

## Leben
Seine Eltern waren der Herzoglich-Anhalt-Bernburgische Forstmeister Friedrich Wilhelm von Röder (1803–1869) und Mathilde Emilie Caroline von Alvensleben a.d.H. Redekin (1815–1841), eine Tochter des Eduard von Alvensleben.
Victor Eduard von Röder war Anteilsbesitzer des Lehensguts Harzgerode und Gutsbesitzer auf dem Gut in der anhaltischen Stadt Hoym, aus altem Familienbesitz des anhaltischen Adelsgeschlechts von Röder mit Stammsitz in Harzgerode. Harzgerode als auch Hoym gehörten vom Absterben der askanischen Nebenlinie Anhalt-Harzgerode 1709 bis zum Aussterben der Bernburger Linie 1863 zum Fürsten- bzw. Herzogtum Anhalt-Bernburg, später zum Herzogtum bzw. Freistaat Anhalt.
Als Ökonom scheint Röder ausreichend Zeit für genealogische Studien (mit Veröffentlichungen 1863 bis 1865) sowie seine Tätigkeit als Heimatkundler und Entomologe mit besonderer Leidenschaft für Dipteren (Dipterologie) gefunden zu haben. Er wirkte unter anderem als Autor für die Stettiner Entomologische Zeitung und Wiener Entomologische Zeitung und veröffentlichte zahlreiche Beiträge. Er trug ferner über viele Jahre hinweg eine bedeutende Sammlung von Zweiflüglern und eine wertvolle Bibliothek zusammen. Sein Nachlass wurde an das Zoologische Institut der Universität Halle übergeben. Röder veröffentlichte außerdem Artikel zur Heimatkunde und fungierte ab April 1894 als ehrenamtlicher Pfleger im Harz-Verein für Geschichte und Altertumskunde.
Er vermählte sich am 30. April 1872 zu Hasselfelde mit Henriette Friederike Auguste von Hartz (* 3. Oktober 1845 in Hasselfelde).

## Schriften
- Dipterologische Notizen. In: Berliner Entomologische Zeitschrift. Band 25, 1880, S. 209–216 (zobodat.at [PDF]).
- Grabstätten des anhalt. Fürstenhauses zu Ballenstedt. In: Mitteilungen des Vereins für Anhaltische Geschichte und Altertumskunde, Bd. II (1880), S. 613.
- Die Kirchenglocken zu Hoym. In: Zeitschrift des Harz-Vereins für Geschichte und Alterthumskunde, Band 27 (1894), S. 314 (Digitalisat)